# Krigsforbrydelse
En krigsforbrydelse er en overtrædelse af de regler der er fastsat for udkæmpelse af en krig. Reglerne for krig omfatter en række konventioner, herunder særlig Genevekonventionen, samt folkeretlige regler om krigsførelse.
Reguleringen af krigsførelse og fastsættelse af sanktioner mod krigsforbrydelser er et vigtigt punkt i folkeretten. Reguleringen følger dels gammel sædvaneret, dels Haager Landkrigsreglementet fra 1907 og Genèvekonventionerne af 1949 med efterfølgende tillægsprotokoller. I Danmark blev der vedtaget en særlig lov om krigsforbrydelser i 1946.

## Historie
Der er i flere tilfælde sammensat internationale tribunaler med henblik på strafferetlig forfølgning af krigsforbrydere. Efter 2. verdenskrig blev ledende tyskere dømt ved Nürnbergprocessen, og i Tokyo fandt den tilsvarende Tokyoproces sted for anklagede japanere. Anklagerne omfattede både krigsforbrydelser og forbrydelser mod freden, hvilket blandt andet indebar iværksættelse af angrebskrig, og forbrydelser mod menneskeheden som udryddelse af hele befolkningsgrupper.
Nürnberg- og Tokyoprocesserne blev gennemført af sejrherrerne i 2. verdenskrig, hvorfor der har været rejst kritik af, at alene krigens tabere blev retsforfulgt for begåede krigsforbrydelser. Senere tribunaler har været oprettet af FN, og har tilstræbt at være neutrale og dømme krigsforbrydere fra de parter, der har været involveret i konflikten. Dette har dog ikke kunne forhindre kritik også af nyere krigsforbrydertribunaler.
Senere fulgte i 1993 nedsættelsen af Det internationale tribunal til pådømmelse af krigsforbrydelser i det tidligere Jugoslavien og året efter Krigsforbrydertribunalet i anledning af Folkedrabet i Rwanda, begge nedsat af FN's sikkerhedsråd.
Den 1. juli 2002 blev Den Internationale Straffedomstol i Den Haag oprettet for at føre sager om krigsforbrydelser begået efter nedsættelsen af den permanente krigsforbryderdomstol. Flere nationer, blandt andet USA, Kina og Israel har kritiseret domstolen og anerkender ikke dens jurisdiktion over deres borgere.

## Eksempler på krigsforbrydelser
- Folkedrab
- Angreb på civilbefolkningen i en international konflikt[1]
- Tortur
- Voldtægt, sexslaveri, tvungen prostitution eller graviditet
- Ulovlig brug af ikke-konventionelle våben såsom atomvåben eller kemiske våben
- Plyndring[1]
- Deportation til tvangsarbejde[1]
- Ødelæggelser, der ikke er nødvendige[1]
- Mord på eller mishandling af fanger[1]